# Tadjouraviken
Tadjouraviken är en vik i Adenvikens inre del längst i väster och skär 80 kilometer in i Djibouti. Vid mynningen är den 56 kilometer bred och 1082 meter djup. Kustlinjen är ofruktbar och ogästvänlig. 
Vid vikens södra kust vid mynningen ligger Djiboutis huvudstad Djibouti och vid dess norra kust hamnstäderna Tadjoura och Obock.